# Grover Cleveland
Stephen Grover Cleveland (ur. 18 marca 1837 w Caldwell, zm. 24 czerwca 1908 w Princeton) – 22. prezydent Stanów Zjednoczonych (1885–1889) i 24. prezydent Stanów Zjednoczonych (1893–1897). 
Przedstawiciel konserwatywnego skrzydła Partii Demokratycznej, lider burbonowych demokratów, którzy byli przeciwni wysokim taryfom, polityce „wolnego srebra”, inflacji, imperializmowi oraz dotacjom dla biznesu, rolników czy weteranów wojny secesyjnej.
Pierwszy w historii prezydent USA, który sprawował urząd przez dwie kadencje z czteroletnią przerwą między nimi oraz jeden z trzech prezydentów (obok Andrew Jacksona i Franklina Delano Roosevelta), który wygrał trzy razy z rzędu wybory prezydenckie w głosowaniu powszechnym (1884, 1888, 1892).

## Młodość i edukacja
Stephen Grover Cleveland urodził się 18 marca 1837 roku w Caldwell w stanie New Jersey, jako syn prezbiteriańskiego pastora Richarda Halley Clevelanda i jego żony Ann Neal. W młodości Cleveland przestał używać swojego pierwszego imienia. Kiedy miał 16 lat, zmarł jego ojciec i Grover przejął obowiązki głowy rodziny, pracując w sklepie i szkole specjalnej w Nowym Jorku. Następnie wyjechał do Buffalo, gdzie z pomocą swojego wuja, otrzymał posadę w firmie prawniczej. W 1859 roku Cleveland, po pozytywnym zaliczeniu egzaminu, otrzymał prawo do wykonywania samodzielnej praktyki prawniczej.

## Kariera polityczna
Pracując w firmie prawniczej, utrzymywał kontakty z wpływowymi politykami. W latach 50. wstąpił do Partii Demokratycznej, gdzie pracował początkowo jako wolontariusz. Nie wziął udziału w wojnie secesyjnej, dzięki wykupieniu zastępstwa. W latach 1863–1865 pracował jako zastępca prokuratora okręgowego, a w 1866 powrócił do pracy w firmie prawniczej. Od 1871 do 1873 był szeryfem Erie. Siedem lat później wygrał wybory na burmistrza Buffalo, dzięki temu, że nie był częścią skorumpowanej elity politycznej. Jako burmistrz ujawnił dotychczasowe nadużycia, co przysporzyło mu popularności. W 1882 uzyskał nominację na kandydata na gubernatora Nowego Jorku i wygrał wybory. Nową funkcję pełnił od 1 stycznia 1883 do 6 stycznia 1885. Jako gubernator często stosował prawo weta i występował w interesie biznesu. Jednocześnie nie zgadzał się na nominacje niekompetentnych ludzi z klucza partyjnego, co spotkało się z sympatią opinii publicznej. W 1884 roku konwencje obu głównych sił politycznych odbywały się w Chicago. Cleveland uzyskał nominację prezydencką w drugim głosowaniu, a jego kandydatem na wiceprezydenta został Thomas Hendricks. Kandydatem Partii Republikańskiej został James Blaine. W głosowaniu powszechnym w wyborach wygrał Cleveland. Podobnie było w Kolegium Elektorów, gdzie kandydat demokratów otrzymał 219 głosów (ok. 55%), wobec 182 głosów dla Blaine’a (ok. 45%).

## Pierwsza kadencja 1885–1889
Cleveland uważał, że główny kurs ustawodawczy powinien wyznaczać Kongres, z którym prezydent nie miał dobrych stosunków. Bardzo często nie zgadzał się z jego uchwałami i stosował wobec nich prawo weta. Usiłował zreformować administrację państwową, wymieniając ludzi w niej zatrudnionych. Postawa ta spotkała się z krytyką bossów partyjnych, co jeszcze bardziej pogorszyło stosunki prezydenta z Kongresem.
W zakresie polityki zagranicznej, Cleveland starał się utrzymać pozycję Stanów Zjednoczonych na Hawajach. W tym celu odnowił układ o wzajemności, zawierający klauzulę dotyczącą portu Pearl Harbor. Sekretarz stanu Thomas Francis Bayard odrzucił możliwość współpracy z Francją i Wielką Brytanią na rzecz Hawajów, mając nadzieję na aneksję wysp. Pomimo takich zabiegów, król Kalākaua umocnił swoją pozycję w kraju i zawarł sojusz z wyspami Samoa, gdzie wpływ wywierały Prusy.
Na krótko przed oficjalnym objęciem urzędu przez Clevelanda, w Berlinie odbyła się konferencja dotycząca kolonizacji Konga. Udział Stanów Zjednoczonych wzbudził sprzeciw grup izolacjonistycznych, zatem kiedy Cleveland został prezydentem, nie przedłożył Senatowi sprawozdania z konferencji. Wkrótce potem zaczęły się uwidaczniać dalsze różnice pomiędzy USA a Prusami, przez co Cleveland zaczął bardziej skłaniać się ku Francji, wspominając przyjaźń obu państw z końcówki XVIII wieku. Francja podarowała Stanom Zjednoczonym Statuę Wolności, której uroczyste odsłonięcie odbyło się 28 października 1886 roku.
W latach 1885–1889 dokonano także reorganizacji i usprawnienia Departamentu Sił Morskich. Prezydent zlecił wówczas budowę dużej liczby okrętów, których zadaniem mogła być ekspansja terytorialna czy ochrona własnych statków handlowych.
W wyborach prezydenckich w 1888 roku Cleveland ubiegał się o reelekcję. Na konwencji Partii Demokratycznej w Saint Louis uzyskał jednomyślną nominację w pierwszym głosowaniu. Jego rywalem z Partii Republikańskiej był Benjamin Harrison. W głosowaniu powszechnym zwyciężył Cleveland, otrzymując około 100 tysięcy głosów więcej. Jednak w Kolegium Elektorów Harrison uzyskał 233 głosy (ok. 58%) wobec 168 głosów dla Clevelanda (ok. 42%). Cleveland przegrał nawet w swoim rodzinnym stanie Nowy Jork, ponieważ machina partyjna demokratów uważała go za zbyt mało posłusznego polityka.

## Lata 1889–1893
Po przegranych wyborach, Cleveland wycofał się z życia politycznego i powrócił do Nowego Jorku, gdzie mieszkał wraz z żoną. Pracował wówczas jako prawnik, prowadząc samodzielną praktykę, jednocześnie planując powrót do czynnej polityki. Otwarcie sprzeciwiał się uchwałom Kongresu przyznającym emerytury weteranom wojennym, a w 1891 roku napisał tzw. „srebrny list”, gdzie skrytykował zbyt swobodny, jego zdaniem, sposób bicia monety. Pomimo że bossowie partyjni uważali, że Cleveland nie ma szans na ponowną prezydenturę, to na konwencji Partii Demokratycznej uzyskał on nominację prezydencką w pierwszym głosowaniu. Kandydatem na wiceprezydenta został Adlai Ewing Stevenson. Kontrkandydatem z Partii Republikańskiej był urzędujący prezydent Benjamin Harrison.
W głosowaniu powszechnym w wyborach w 1892 roku zwyciężył Cleveland. Uzyskał także większość w Kolegium Elektorów, otrzymując 227 głosów (ok. 62%) wobec 145 głosów dla Harrisona (ok. 33%).

## Druga kadencja 1893–1897
Na samym początku jego urzędowania w Stanach Zjednoczonych miał miejsce kryzys gospodarczy. Pięć procent ludzi straciło pracę, wartość pieniądza znacznie zmalała, a 600 banków i około 15 tysięcy przedsiębiorstw ogłosiło upadłość. Aby temu przeciwdziałać, Cleveland, który wierzył w Prawo Kopernika-Greshama, postanowił unieważnić ustawę Shermana o zakupie srebra. Sojusznikiem prezydenta został wówczas jego krytykant z czasów wyborów prezydenckich, senator Daniel Voorhees. W zamian za to, prezydent ofiarował senatorowi możliwość obsadzenia stanowisk państwowych w stanie Indiana. Ustawa została anulowana w październiku 1893 roku. Następnie sekretarz skarbu John Carlisle wypuścił obligacje, by zachęcić do sprzedaży złota rządowi federalnemu. Operacja ta zakończyła się niepowodzeniem, więc Cleveland był zmuszony rozważyć propozycję bankiera Johna Pierponta Morgana, który proponował sprzedaż rządowi złota o wartości 62 milionów dolarów. Morgan postawił zaporowe dla prezydenta warunki, jednak w obliczu bankructwa kraju, Cleveland był zmuszony je zaakceptować. Starał się także doprowadzić do obniżenia taryf celnych, jednak kongresmeni reprezentujący grupy biznesu byli temu przeciwni. Ostatecznie ustawa została uchwalona w 1894 roku i znosiła cło na drewno, wełnę i miedź.
Wszelkie te zabiegi nie poprawiły znacząco sytuacji gospodarki amerykańskiej. W 1894 wybuchły ostre strajki grup robotniczych. Jednym z pierwszych był marsz bezrobotnych zmierzający do Waszyngtonu. Na polecenie prokuratora generalnego Richarda Olneya protestujący zostali zaatakowani przez policję i brutalnie rozpędzeni. Niecałe dwa tygodnie później, 11 maja, strajkować zaczęli robotnicy z fabryki w Chicago. Cleveland, na wniosek Olneya wysłał wówczas wojska federalne, by zapobiec zamieszkom, które były planowane na 4 lipca. Dyrektor fabryki, gdzie strajkowali robotnicy, George Pullman, zrekrutował także policjantów z Dzikiego Zachodu, którzy mieli dbać o porządek. Wynajęci funkcjonariusze otwierali ogień do robotników bez powodu, co spowodowało kilka ofiar śmiertelnych. To jeszcze bardziej zachęciło Clevelanda do wysłania wojsk do Chicago.
Podczas prezydentury Clevelanda po raz pierwszy obchodzono tzw. „Labor Day”, czyli amerykańskie święto pracy. 28 września 1894 Kongres zaaprobował ustawę, która ustalała, że święto będzie obchodzone w pierwszy poniedziałek września. Po raz pierwszy Labour Day był celebrowany 7 września 1895 roku. Cleveland był także pierwszym prezydentem, który mianował ambasadorów, bowiem do 1893 roku reprezentanci w placówkach dyplomatycznych byli jedynie posłami w randze ministrów.
W zakresie polityki zagranicznej Cleveland musiał stawić czoła rosnącym wpływom Wielkiej Brytanii w Ameryce Łacińskiej, co było postrzegane przez polityków amerykańskich jako zagrożenie interesów Stanów Zjednoczonych. Jesienią 1893 rozpoczęła się rewolucja w Brazylii, gdzie rebelianci chcieli przywrócenia monarchii, w wyniku niezadowolenia rządami republikanów. Monarchistów poparły mocarstwa europejskie, natomiast USA zdecydowanie się temu sprzeciwiły. Prezydent skierował wówczas wniosek do Kongresu o rozbudowę floty wojennej, aby mogła ona zabezpieczyć szlaki handlowe z krajami Ameryki Łacińskiej. Podobna sytuacja miała miejsce w Nikaragui, gdzie miał powstać kanał międzyoceaniczny, budowany przez Towarzystwo Maritime Canal Company. Trasa kanału miała przebiegać na terenie rezerwatu Indian Miskito, który znajdował się pod protektoratem brytyjskim. Na początku 1894 roku, prezydent Nikaragui José Santos Zelaya wysłał wojsko na teren rezerwatu, aby chronić rzekomo Indian przed wojskami Hondurasu. Wówczas Wielka Brytania przysłała swój oddział, który wyparł oddział nikaraguański. Wkrótce potem na terenie rezerwatu zginął obywatel amerykański, wobec czego sekretarz stanu Walter Q. Gresham nakazał flocie stacjonującej nieopodal schwytanie sprawcy. Jednocześnie poseł amerykański oskarżył Nikaraguę o nieprzyjazne wobec USA działania, co doprowadziło do tego, że Brytyjczycy postanowili oddać protektorat Amerykanom.
Konflikt amerykańsko-brytyjski znalazł odzwierciedlenie także w Wenezueli, gdzie trwał spór, nierozwiązany od lat 40.. Obiektem sporu był bogaty w zasoby złota obszar, znajdujący się przy ujściu rzeki Orinoko. Początkowo znajdował się pod kontrolą Wielkiej Brytanii, która chciała rozmawiać na temat ustalenia granicy, jednakże Wenezuelczycy odrzucali propozycje. Kiedy odkryto tam zasoby złota, Brytyjczycy odmawiali podjęcia negocjacji, wobec czego Wenezuela zwróciła się o mediację do Stanów Zjednoczonych. Ponieważ Wielka Brytania konsekwentnie odmawiała rozmów, 28 lipca 1895 roku sekretarz stanu Richard Olney wystosował agresywną notę dyplomatyczną, która po czterech miesiącach została odrzucona. Nie spodziewając się takiego obrotu sytuacji, Cleveland wystosował orędzie do Kongresu, w którym zagroził wojną z Wielką Brytanią, jeśli ta nie zgodzi się na arbitraż. Wystąpienie to spotkało się z dużą aprobatą wśród polityków i umiarkowaną wśród opinii publicznej. Brytyjczycy, którzy chcieli uniknąć konfliktu z USA, po kilku miesiącach zgodzili się na mediację. Ostatecznie traktat, w którym Wenezueli przyznano ujście rzeki Orinoko, podpisano w lutym 1897.
Na wniosek sekretarza stanu, Cleveland wycofał także z Senatu układ o aneksji Hawajów, podpisany przez Benjamina Harrisona. Gresham miał wątpliwości czy przewrót dokonany na Hawajach miał charakter spontaniczny, czy dokonał się on dzięki interwencji Stanów Zjednoczonych. Poseł na Hawajach James Blount stwierdził, że przewrót nie reprezentował woli społeczeństwa i zalecił, by wycofać układ o aneksji i przywrócić władzę królowej Liliʻuokalani. Po negocjacjach królowej z nowym posłem Albertem Willisem, ustalono, że monarchia zostanie przywrócona, a winni zamachu stanu zostaną objęci amnestią. Wobec takiego stanowiska ostro zaprotestował Hawajski Rząd Tymczasowy, który zagroził prośbą o protektorat Wielkiej Brytanii. Ostatecznie w lipcu 1894 proklamowano republikę, a Stany Zjednoczone uznały Hawaje, a także wsparły rząd Hawajów, w czasie zamieszek w styczniu 1895 roku.

## Emerytura i śmierć

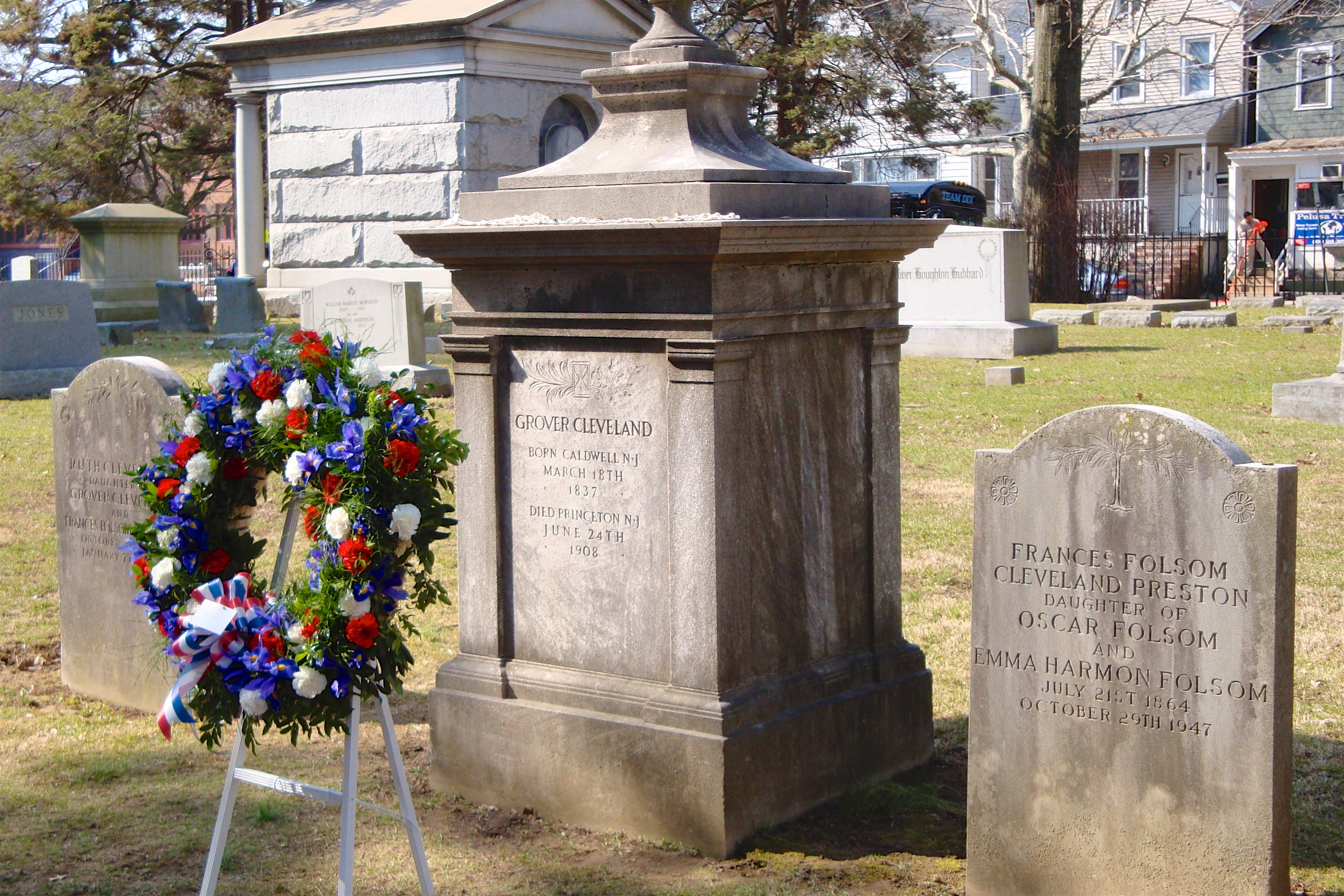
Grób Grovera Clevelanda. Na lewo od niego: grób najstarszej córki prezydenta Ruth Cleveland, na prawo: grób jego żony Frances

Po opuszczeniu Białego Domu zamieszkał w New Jersey, lecz od czasu do czasu pojawiał się publicznie. Zmarł 24 czerwca 1908 w Princeton. Pochowano go na miejscowym cmentarzu Princeton Cemetery.

## Życie prywatne
Podczas pełnienia pierwszej kadencji prezydenckiej, Grover Cleveland ożenił się z córką prawnika, Frances Folsom. Ich ślub odbył się 2 czerwca 1885 roku w Białym Domu – Cleveland jest przez to jedynym prezydentem USA, który zawarł związek małżeński w oficjalnej siedzibie amerykańskich głów państwa. Mieli pięcioro dzieci. Ponieważ Cleveland obejmował urząd jako kawaler, obowiązki pierwszej damy do czasu ślubu prezydenta, pełniła jego siostra Rose Cleveland. W czasie kampanii prezydenckiej w 1884 roku, republikanie oskarżyli Clevelanda o to, że jest ojcem nieślubnego dziecka Marii Halpin. Kandydat demokratów nie wykluczył, że może to być jego syn.

## Upamiętnienie i uhonorowanie
Na cześć 22. i 24. prezydenta Stanów Zjednoczonych nazwano miasto Cleveland w stanie Missisipi oraz wulkan Mount Cleveland położony na wyspie Chuginadak wchodzącej w skład archipelagu Wysp Czterech Gór na Alasce.
Grover Cleveland jest pierwszym amerykańskim prezydentem, którego uwieczniono na nagraniu filmowym. W 1895 roku Alexander Black poprosił Clevelanda o udział w swoim filmie A Capital Courtship. Prezydent zgodził się i został sfilmowany podczas podpisywania projektu ustawy.